# Manuel Uribe
Manuel "Meme" Uribe Garza, född 11 juni 1965 i Monterrey, Nuevo León, Mexiko, död 26 maj 2014 i Monterrey, Nuevo León, Mexiko. Tredje tyngsta mannen som vägts in, efter Jon Brower Minnoch (635 kg) och Khalid Bin Mohsen Shaari (610 kg).
Manuel Uribe led av sjuklig fetma med en högsta vikt på 597 kg, då han dessutom var oförmögen att lämna sin egen säng. Därför fick han hjälp av läkare och dietister att minska sin vikt med ungefär 181.8 kg. I januari 2006 belönades Manuel Uribe med titeln "Tyngsta levande man" i Guinness Rekordbok, efter att ha bett om hjälp med sitt tillstånd via TV.

## Biografi
Manuel Uribe hade bott i San Nicolás de los Garza, och enligt Associated Press vägde han ungefär 115 kg under sin tonårstid. Han fick stor medieuppmärksamhet under januari 2006 då han medverkade vid TV-bolaget Televisa från Mexiko och även erböds en gastric bypass i Italien, vilket han dock avböjde.
Han gifte sig första gången 1987 och tog sig då illegalt in i USA. Makarna bosatte sig i Dallas i Texas, där han arbetade med kontorsmaskiner och datorer. Manuel Uribe gifte sig andra gången, inför 400 gäster, med Claudia Solis.